# Aurangabad Bangar
Aurangabad Bangar es una ciudad censal situada en el distrito de Mathura en el estado de Uttar Pradesh (India). Su población es de 15792 habitantes (2011). 

## Demografía
Según el censo de 2011 la población de Aurangabad Bangar era de 15792 habitantes, de los cuales 8330 eran hombres y 7462 eran mujeres. Aurangabad Bangar tiene una tasa media de alfabetización del 74,71%, superior a la media estatal del 67,68%: la alfabetización masculina es del 82,54%, y la alfabetización femenina del 66,10%.